# Saint-Germain-de-Tournebut
Saint-Germain-de-Tournebut is een gemeente in het Franse departement Manche (regio Normandië) en telt 372 inwoners (2005). De plaats maakt deel uit van het arrondissement Cherbourg-Octeville.

## Geografie
De oppervlakte van Saint-Germain-de-Tournebut bedraagt 13,8 km², de bevolkingsdichtheid is 27,0 inwoners per km².
De onderstaande kaart toont de ligging van Saint-Germain-de-Tournebut met de belangrijkste infrastructuur en aangrenzende gemeenten.

## Demografie
Onderstaande figuur toont het verloop van het inwonertal (bron: INSEE-tellingen).

1. ↑  Populations de référence 2022.